# 可道中學（嗇色園主辦）
嗇色園主辦可道中學（英語：Ho Dao College (Sponsored by Sik Sik Yuen)）是一所位於香港新界元朗區洪水橋第七十四區（洪水橋洪順路11號）的中學，於1990年在深培中學4樓開辦，並於翌年遷入現址辦學，以中文教學。

## 辦學宗旨
1. 為區內青少年提供優質之教育服務；
2. 重視學生學業及品德之發展，強調五育並重之全人教育；
3. 積極推動學校與家庭之合作關係。

## 開設科目

### 中一至中三級
- 中文
- 英文
- 數學
- 中史
- 普通話
- 地理
- 歷史
- 視覺藝術
- 電腦
- 音樂
- 家政
- 設計與科技
- 體育
- 綜合科學
- 通識

### 中四至中六級

#### 必修科目
- 中文
- 英文
- 數學
- 通識

#### 選修科目
- 中史
- 歷史
- 地理
- 經濟
- 旅遊與款待
- 生物
- 物理
- 化學
- 資訊及通訊科技
- 企業、會計與財務概論
- 視覺藝術

## 歷任校長
- 陳達生先生（1990年－1997年）
- 周繼正先生（1997年－2003年）
- 蔡錦勇先生（2003年－2005年）
- 蕭志新先生（2006年－2012年）
- 彭惠蘭女士（2012年－2019年）
- 鄒志文先生（2019年至今）

## 校風及學生支援
- 學校在學生成長支援方面已取得一定成就，校園內關顧文化已建立。
- 學校能為新學生提供適切的入學支援，以助學生盡快投入校園生活。
- 學校透過生活教育課程、早會、周會等，成功推行價值教育。
- 學校的獎懲制度恰當。校規清晰合理。
- 學校因應學生情況推行各項學生支援計劃，以發展學生多元智能，培養學生的自信心和責任感，拓闊生活體驗，方向正確。
- 教師愛護學生，關注學生需要。
- 學校成功落實「全校參與」輔助學生模式。
- 初中推行家訪計劃，加強家校之間溝通與合作，深受家長歡迎。
- 學校重視家校合作，並訂定清晰明確的家校合作政策。
- 家長認同及支持學校，並樂於提供意見。
- 學校文化方面，校長態度親切，作風民主，帶領學校營造關顧文化。教師大都認真盡責，互相扶持，關愛學生，師生關係融洽，學生能深切感受教師的關懷。
- 學生之間關係良好，制服隊伍有效提升集體紀律精神。
- 打交爆牙文化

## 校歌

### 黃大仙頌
|  | 大哉黃仙 隱蹟赤松 叱石顯玄風 憫世危微 弘揚道宗 燃燈苦海中 大慈大願 濟凡庸 救無量瘝痌 育才興學 導致中庸 以正養童蒙 贊化育 與天同 一炁遍太空 威靈顯 恩澤隆 萬方沐聖功 |

## 鄰近
- 尚城
- 洪水橋站
- 天主教崇德英文書院：與可道中學在禮堂部分相連，形成連鎖式平禧中學校舍

## 外部連結
- 可道中學（嗇色園主辦） （页面存档备份，存于）
- 可道中學（嗇色園主辦）：中學概覽 （页面存档备份，存于）

22°26′02″N 113°59′59″E / 22.433933°N 113.999784°E